# Hylemera malagasy
Hylemera malagasy là một loài bướm đêm trong họ Geometridae.